# Jean Joseph Louis Chancel
Jean Joseph Louis Chancel (* 18. Dezember 1779 in Briançon; † 18. Februar 1837 in Briançon) war ein französischer Apotheker und Erfinder. Er entwickelte 1805 die Tunkhölzer, frühe Vorläufer der Streichhölzer. Von 1804 bis 1806 arbeitete er als Assistent für Louis Jacques Thénard in Paris, und war später als Apotheker in seiner Heimatstadt Briançon tätig.

## Leben und Werk
Jean Joseph Louis Chancel war das zweite Kind von Jean Louis Chancel und dessen Frau, Marie Elisabeth Clavier. Durch seinen Vater, Chirurg, Apotheker in der dritten Generation und Bürgermeister von Briançon, bekam Chancel die Chance zu einer frühen, ersten Ausbildung. Er legte bereits im Alter von 15 Jahren vor Ärzten und Apothekern in Briançon Prüfungen ab und wurde als Apotheker zertifiziert.
Wann genau Chancel nach Paris kam, ist nicht bekannt, aber sein Studium zwischen 1797 und 1806 ist durch Zeugnisse und Dokumente belegt. Er absolvierte Kurse in Chemie bei Fourcroy, Chemie und Pharmazie bei Bouillon-Lagrange, Zoologie bei Lacépède und Botanik bei René Desfontaines. Von 1804 bis 1806 lernte er bei Thénard und arbeitete als dessen Assistent und Demonstrator. Thénard schreibt:

« Je soussigné, professeur du collège royal de France, membre de l’Institut, certifie que M. Chancel (Jean-Joseph-Louis) a suivi avec une grande assiduité les cours de chimie que j’ai faits au dit Collège depuis 1804 jusqu’en 1806, c’est-à-dire pendant trois ans; que pendant tout cet espace de temps il a travaillé dans mon laboratoire, et qu’il a acquis des connaissances assez étendues et assez précises pour pouvoir en faire de justes et utiles applications aux arts. »

„Ich, der Unterzeichnende, Professor am Königlichen Kolleg von Frankreich, Mitglied des Instituts, bescheinige, dass M. Chancel (Jean-Joseph-Louis) die Chemiekurse, die ich von 1804 bis 1806, d.h. drei Jahre lang, an diesem Kolleg gehalten habe, mit grosser Sorgfalt verfolgt hat, dass er während dieser ganzen Zeit in meinem Laboratorium gearbeitet hat und dass er sich Kenntnisse angeeignet hat, die umfassend und genau genug sind, um die Kunst gerecht und nützlich anzuwenden.“

Im Jahr 1805 entwickelte Chancel die Tunkhölzer, frühe Vorläufer der Streichhölzer, die nicht durch Reibung, sondern durch Befeuchten mit Schwefelsäure gezündet werden. Sein Sauerstoff-Feuerzeug (französisch briquet oxygéné) bestand aus einem Kasten, in dem sich die Zündhölzer und eine Glasphiole mit Schwefelsäure befanden. Der Zündkopf enthält Kaliumchlorat, Puderzucker als Brennstoff und Bindemittel. 1789 hatte Bertrand Pelletier entdeckt, dass ein Gemisch aus Kaliumchlorat und Puderzucker explosionsartig verbrennt, wenn es mit starker Schwefelsäure in Kontakt kommt. Diese Reaktion, die oft unruhig und lebhaft verläuft, verwenden die Tunkhölzer zur Zündung. Trotz der Gefahr durch fliegende Funken und verspritzende Säure wurden diese Hölzchen in vielen Ländern kopiert und weiterentwickelt. Erst ab 1830 wurden sie durch Streichhölzer mit Reibungszündung verdrängt.
1806 kehrte Chancel in seine Heimatstadt Briançon zurück und war dort als Apotheker tätig. Er war mit Marina Brian verheiratet und hatte zwölf Kinder.